# العلاقات الأوزبكستانية الأمريكية
العلاقات الأوزبكستانية الأمريكية هي العلاقات الثنائية التي تجمع بين أوزبكستان والولايات المتحدة.

## مقارنة بين البلدين
هذه مقارنة عامة ومرجعية للدولتين:
| وجه المقارنة                                              | أوزبكستان       | الولايات المتحدة                                                                                                  |
| --------------------------------------------------------- | --------------- | --- |
| المساحة (كم2)                                             | 448.98 ألف      | 9.83 مليون |
| عدد السكان (نسمة)                                         | 32.39 مليون     | 311.58 مليون |
| الكثافة السكانية (ن./كم²)                                 | 72.14           | 31.7 |
| العاصمة                                                   | طشقند           | واشنطن العاصمة |
| اللغة الرسمية                                             | اللغة الأوزبكية | لغة إنجليزية |
| العملة                                                    | سوم أوزبكستاني  | دولار أمريكي |
| الناتج المحلي الإجمالي (بليون دولار)                      | 48.72 مليار     | 19.39 تريليون |
| الناتج المحلي الإجمالي (تعادل القوة الشرائية) بليون دولار | 190.50 مليار    | 18.04 تريليون |
| الناتج المحلي الإجمالي الاسمي للفرد دولار أمريكي          | 2.13 ألف        | 56.12 ألف |
| الناتج المحلي الإجمالي للفرد دولار أمريكي                 | 5.57 ألف        | 54.63 ألف |
| مؤشر التنمية البشرية                                      | 0.675           | 0.920 |
| رمز المكالمات الدولي                                      | +998            | +1 |
| رمز الإنترنت                                              | .uz             | .us، حكومة، .mil، Edu.                                                                                            |
| المنطقة الزمنية                                           | ت ع م+05:00     | توقيت ساموا الأمريكية، توقيت أطلنطي موحد، منطقة زمنية وسطى، توقيت ألاسكا ‏، المنطقة الزمنية الجبلية، توقيت تشامرو ‏ |

## مدن متوأمة
في ما يلي قائمة باتفاقيات التوأمة بين مدن أوزبكستانية وأمريكية:
- ترتبط بخارى مع سانتا فيه باتفاقية توأمة منذ 1992.[17]
- ترتبط طشقند مع سياتل باتفاقية توأمة منذ 30 أبريل 1993.

## منظمات دولية مشتركة
يشترك البلدان في عضوية مجموعة من المنظمات الدولية، منها:
| علم المنظمة | اسم المنظمة                               | تاريخ انضمام أوزبكستان | تاريخ انضمام الولايات المتحدة |
| ----------- | ----------------------------------------- | ---------------------- | ----------------------------- |
|             | وكالة ضمان الاستثمار متعدد الأطراف        | 4 نوفمبر 1993          | 12 أبريل 1988                 |
|             | منظمة الأمن والتعاون في أوروبا            | 30 يناير 1992          | 25 يونيو 1973                 |
|             | الاتحاد الدولي للاتصالات                  | 10 يوليو 1992          | 1 يوليو 1908                  |
|             | يونسكو                                    | 26 أكتوبر 1993         | 4 نوفمبر 1946                 |
|             | الأمم المتحدة                             | 2 مارس 1992            | 24 أكتوبر 1945                |
|             | بنك التنمية الآسيوي                       | 1995                   | 1966                          |
|             | المركز الدولي لتسوية المنازعات الاستشارية | 25 أغسطس 1995          | 14 أكتوبر 1966                |
|             | البنك الدولي للإنشاء والتعمير             | 21 سبتمبر 1992         | 27 ديسمبر 1945                |
|             | مؤسسة التمويل الدولية                     | 30 سبتمبر 1993         | 20 يوليو 1956                 |
|             | منظمة الشرطة الجنائية الدولية             | ?                      | ?                             |
|             | مؤسسة التنمية الدولية                     | 24 سبتمبر 1992         | 24 سبتمبر 1960                |
|             | الاتحاد البريدي العالمي                   | ?                      | ?                             |
|             | منظمة حظر الأسلحة الكيميائية              | ?                      | ?                             |
|             | الفريق المعني برصد الأرض                  | ?                      | ?                             |

## أعلام
هذه قائمة لبعض الشخصيات التي تربطها علاقات بالبلدين:
- ريتا فولك (3 سبتمبر 1990 – )

## وصلات خارجية
- موقع وزارة الخارجية الأوزبكستانية
- موقع وزارة الخارجية الأمريكية